# Le Long Silence
Pour plus de détails, voir Fiche technique et Distribution.
Le Long Silence (Il lungo silenzio) est un film franco-germano-italien de Margarethe von Trotta, sorti en 1993.
Pour son jeu dans le film, Carla Gravina a reçu le prix 1993 de la meilleure actrice au festival des films du monde de Montréal ainsi que le Globe d'or de la meilleure actrice décerné par l'associazione stampa estera in Italia (it).

## Synopsis
Carla Aldrovandi est gynécologue, et son mari est Marco Canova, un magistrat réputé qui lutte contre la corruption de la vie politique italienne. L'existence de Carla est dominée et conditionnée par la terreur, aggravée par de fréquentes menaces que son mari puisse être assassiné à tout moment. En effet, il était précédemment engagé dans une affaire complexe sur la coopération au développement et le trafic d'armes sophistiqué découlant d'une précédente enquête sur les pots-de-vin. Les peurs de Carla étaient fondées car Marco Canova est finalement tué. Carla demande le soutien d'autres veuves de magistrats dans la même situation, mais pour cela il faut briser « le long silence », qui n'est rien d'autre que le mur du silence qui a toujours protégé les méfaits des malfaiteurs et des assassins engagés sous les ordres de personnages influents et corrompus. Carla, avec l'aide des autres veuves et des notes de son mari, réalise un documentaire pour la télévision qui met en danger leur vie et celle de nombreuses autres personnes.

## Fiche technique
- Titre original italien : Il lungo silenzio[3]
- Titre français : Le Long Silence[4]
- Titre allemand : Zeit des Zorns[5]
- Réalisation : Margarethe von Trotta
- Scénario : Felice Laudadio
- Photographie : Marco Sperduti
- Montage : Nino Baragli, Ugo De Rossi (it)
- Musique : Ennio Morricone
- Décors : Antonello Geleng
- Costumes : Carlo Poggioli
- Sociétés de production : Union P.N. (Rome), Evento Spettacolo (Rome), K.G. Productions (Paris), Bioskop Film (Munich)[3],[5]
- Pays de production :  Italie -  France -  Allemagne[3],[5]
- Langue originale : italien
- Format : couleurs - Son Dolby - 35 mm
- Genre : drame
- Durée : 95 minutes (1 h 35[3])
- Date de sortie :
  - Italie : 10 mars 1993 (Palerme) ; 19 mars 1993 (sortie nationale)
  - Canada : 26 août 1993
  - Allemagne : 27 janvier 1994

## Distribution
- Carla Gravina : Carla Aldrovandi
- Paolo Graziosi : Francesco Mancini
- Alida Valli : La mère de Carla
- Ottavia Piccolo : Rosa
- Jacques Perrin : Marco Canova
- Giuliano Montaldo : Le procureur
- Ivano Marescotti : Fantoni
- Agnese Nano : Maria Mancini